# Pascale Jeuland
Pascale Jeuland (Rennes, 2 de junio de 1987) es una deportista francesa que compitió en ciclismo en las modalidades de pista, especialista en la prueba de scratch, y ruta.
Ganó una medalla de oro en el Campeonato Mundial de Ciclismo en Pista, en la carrera de scratch.
Participó en los Juegos Olímpicos de Pekín 2008, ocupando el séptimo lugar en la carrera por puntos.

## Medallero internacional
| Campeonato Mundial | Campeonato Mundial   | Campeonato Mundial | Campeonato Mundial |
| Año                | Lugar                | Medalla            | Competición        |
| ------------------ | -------------------- | ------------------ | ------------------ |
| 2010               | Ballerup (Dinamarca) | Medalla de oro     | Scratch            |

## Palmarés
2014
- 1 etapa del Trophée d'Or Féminin